# Lennart Bergelin
Sven Lennart "Labbe" Bergelin, född 10 juni 1925 i Alingsås, död 4 november 2008 i Stockholm, var en svensk tennisspelare och tenniscoach, mest känd som tränare till Björn Borg under dennes seniorkarriär, 1971-1983. 
Bergelin, som år 1948 blev första svenska tennisspelare att vinna en Grand Slam-titel (dubbel i Franska Öppna), tilldelades 1950 Svenska Dagbladets guldmedalj och år 2004 upptogs han i Swedish Tennis Hall of Fame.

## Tenniskarriären
Bergelin var under perioden 1946-1955 rankad bland världens 10 bästa amatörspelare.  Han vann 20 SM-titlar varav 9 i singel (1945–1955) och blev 1948 den förste svenske spelare som segrat i en Grand Slam-turnering genom finalvinst tillsammans med Jaroslav Drobný i dubbel i Franska mästerskapen. Bergelin segrade tre gånger i turneringen om Kungens kanna (1944–1946).
Bergelin spelade 88 Davis Cup-matcher för Sverige 1946-1965 och vann 63 av dessa, den sista som 40-åring i dubbel tillsammans med Jan-Erik Lundqvist. Under Bergelins tid som DC-spelare hade det svenska laget många framgångar och nådde fyra gånger interzonfinal. Minnesvärd är Europafinalen mot Jugoslavien 1946 där Bergelin och hans lagkamrat Torsten Johansson vände ett hotande nederlag till seger för Sverige, "Undret i Varberg". Nämnas kan också interzonfinalen mot Australien 1950 (spelad i USA), där Bergelin i regn på gräs besegrade den australiske toppspelaren Frank Sedgman efter att ha spelat femte och avgörande set barfota. Mycket omtalad blev också hans insats i Wimbledonmästerskapen 1948, där han i fjärde omgången i en dramatisk match besegrade den förstaseedade amerikanen Frank Parker.

## Spelstil
Bergelin hade som främsta vapen en föredömligt slagen forehand. Hans backhand var inte av samma klass, varför han ofta sprang runt för att slå en forehand även om bollen spelades på hans backhandssida. Serve och smash var av god klass. Han var i sina bästa stunder en effektiv och ytterst svårslagen spelare med en enastående segervilja och stor koncentrationsförmåga. Han tränades av den legendariske svenske tennisspelaren Kalle Schröder.

## Tiden som Björn Borgs tränare
Efter sin tid som aktiv spelare var Bergelin kapten för det svenska DC-laget (1971-76). Under hans ledarskap hemförde Sverige sin första DC-titel genom finalvinst mot Tjeckoslovakien 1975. I laget deltog bland andra Björn Borg som Bergelin var personlig tränare för 1971-1983. Det var under den perioden som Borg hade sin storhetstid som tennisspelare. Därigenom blev Bergelin en av tennisvärldens mest framgångsrika tränare. Han kunde därför ta åt sig en del av äran när Borg 2000 utnämndes till århundradets svenske idrottsman.

## Svengelska uttryck
Bergelin blev sedan 1975 uppmärksammad i svensk press för sina svengelska uttalanden "The bottom is nådd!" och "Excuse me, do you have what we in Sweden call a skiftnyckel?" Björn Borg påstod i en intervju 2015 att Bergelin yttrade "The bottom is nådd" i Monte Carlo som kommentar till att Borg blev utslagen i första omgången av en tennisturnering i Monte Carlo. "Do you have what we in Sweden call a skiftnyckel" ska enligt samma intervju ha yttrats i samband med ett motorstopp i Norwich, då Bergelin anmodat en annan bilist att stanna, för att sedan fälla yttrandet.

## Grand Slam-titlar
- Franska mästerskapen:
  - Dubbel - 1948

## Priser och utmärkelser
- 1976 – H.M. Konungens medalj, 8:e storleken i högblått band
- 2009 – Swedish Tennis Hall of Fame